# Helléniques d'Oxyrhynque
Pour les articles homonymes, voir Helléniques (homonymie).

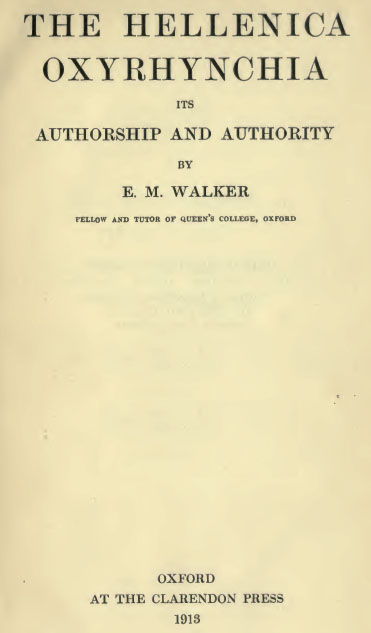
Page de titre du livre: Walker E. Oxyrhynchus Greek History, It's Recurance and Signifiance. Oxford, 1913.Aide

Les Helléniques d'Oxyrhynque sont trois fragments de papyrus retrouvés au cours du XXe siècle à Oxyrhynque en Égypte qui relatent une œuvre grecque du IVe siècle av. J.-C. inconnue jusqu'à cette découverte.

## Le papyrus de Londres
Le premier fragment a été trouvé en 1906. Il est composé d'environ 230 morceaux de papyrus réunis par les chercheurs anglais Grenfell et Hunt et qui parlent de la Grèce à l'époque de la guerre de Corinthe (-396--395).

## Le papyrus de Florence
Le deuxième fragment a été trouvé à Oxyrhynque en 1934. Il est composé de cinq fragments de papyrus (réunis par le chercheur italien Bartoletti) ; cette copie daterait de la fin du IIe siècle.
Ce fragment traite de la fin de la guerre du Péloponnèse (-410--407) comme le papyrus du Caire.

## Le papyrus du Caire
Le troisième fragment, découvert en 1976 par l'Allemand L. Koenen, est composé de quatre colonnes ; il traite de la fin de la guerre du Péloponnèse et il est daté de la fin du Ier siècle.

## Identité de l'auteur
Par leur contenu ces trois fragments ont été associés à une même œuvre, écrite par un auteur du IVe siècle av. J.-C. ; les Helléniques de Xénophon sont la seule œuvre de cette époque qui nous soit parvenue. Le texte découvert ici ne répète pas Xénophon, ne se réfère pas à lui, et le contredit même à de nombreuses reprises. Il ne s'agit donc pas des Helléniques de Xénophon. Mais le texte dont il est question ici se rapporte à Thucydide, l'auteur de La Guerre du Péloponnèse. Or comme le récit de ce dernier s'achève en 411, et que le texte en question parle des événements survenus en 409, il apparaît évident qu'il s'agit d'une œuvre entreprise pour compléter celle de Thucydide et donc après 411. Or, à part Xénophon, peu de noms d'historiens grecs du IVe siècle av. J.-C. ayant écrit à la suite de Thucydide sont connus (Cratippe et Théopompe). Des historiens dont Eugène Cavaignac ont également pensé à Éphore de Cumes.
Comme possibles auteurs, il resterait par ailleurs Cratippe, hypothèse soutenue par Karl Julius Beloch, F. Blass, et Bruce ; Théopompe, hypothèse soutenue par Wilamowitz et Eduard Meyer — ou enfin Déimaque de Platées, hypothèse soutenue par l’Allemand Felix Jacoby — voire encore un auteur inconnu.